# Csete István
Csete István (Vizkeleti István) (Vágsellye, 1648. december 25. – Sopron, 1718. március 18.) jezsuita rendi hitszónok.

## Élete
Nagyszombatban a humaniórák végeztével 19 éves korában a Jézus társaságába lépett. Trencsénben és Bécsben fejezte be szerzetes előkészületeit és tanulmányait, majd 1675-ben a poézis tanítója lett Kassán.
Innét Erdélybe I. Apafi Mihály uralkodása idején, amikor még érvényben volt a jezsuiták kitiltása az országból. Csete világi papnak öltözve és hosszú szakállt növesztve Vizkeleti Zsigmond néven Lengyelországon keresztül ment Gyulafehérvárra. Megérkezése után azonnal szószékre lépett, és egymásután négy nap prédikált az országgyűlésre egybesereglett uraknak. Neve csakhamar híres lett és az erdélyiek magyar Cicerónak nevezték. A kolozsvári főiskolát, amelyet Báthory István fejedelem alapított, Apor István gróf segítségével felvirágoztatta. Itt élt 19 évig; visszatérve, Nagyszombatban és Győrött magyar hitszónok volt; tíz évig mint helyettes tartományi főnök működött; utolsó évét Sopronban, mint a rendház főnöke élte.

## Munkái
- Duodecim Stephani Heroes Ungariae, Tyrnaviae, 1681 (névtelenűl)
- Litterae invitatoriae P. Sigismundi Wiszkeleti archidiaconi, dum academia S. J. Claudiopolitana, fundata a rege Bathorio, societati post quartum exilium in Transylvania tandem confirmata. an. 1698. restauraretur. Claudiopoli, 1698
- Szent István király testamentomáról… 1698 (egyházi beszédek)
- Szent István király napján szent Márton klastromban mondott beszéde… 1702
- Dicsőséges szent István király napján Győrött 1703-ban mondott beszéde
- Per Hungariam et Transylvaniam habiti ad populum sermones sacri. Claudiopoli, 1750–51. Két kötet (kiadta Gyalogi István)
- Panegyrici sanctorum patronorum regni Hungariae, Tudni-illik, Nagy Aszszonyról, magyar szentekről, És az országhoz tartozandó kivált-képpen-való innepekre jeles prédikatziók. Haza nyelvén ki-botsátotta P. Gyalogi János. Karsán, 1754-dik Esztendőben Online
- Nagyasszonyról, magyar szentekről és az országhoz tartozó kiváló ünnepekre egyházi beszédek...; bőv., ford., kiad. Gyalogi János; Bagó Ny., Bp., 1887

1611 kéziratos egyházi beszéde a jezsuita rend feloszlatásakor a nagyszombati könyvtárba került; Jankovich Miklós szerint magyar beszédeit Torma István gyulafehérvári kanonok 36 kötetbe köttette és a kolozsvári kollégiumban helyezte el. Sermones sacri. Tomus III. (4-rét 468 lap.) kézirati munkája a gyulafehérvári Batthyány-könyvtárba került.